# Floribella (telenovela brasiliana)
Floribella è una telenovela brasiliana prodotta tra il 2005 e il 2006 e trasmessa da Rede Bandeirantes dal 4 aprile 2005 al 12 agosto 2006. Nel 2006 fu replicato dalla canale locale di Disney Channel.
È la versione locale della telenovela argentina Flor - Speciale come te, creata da Cris Morena e RGB Entertainment. È stata trasmessa negli Stati Uniti da Band Internacional. La trama è molto simile alla versione argentina.

## Trama

### Prima stagione

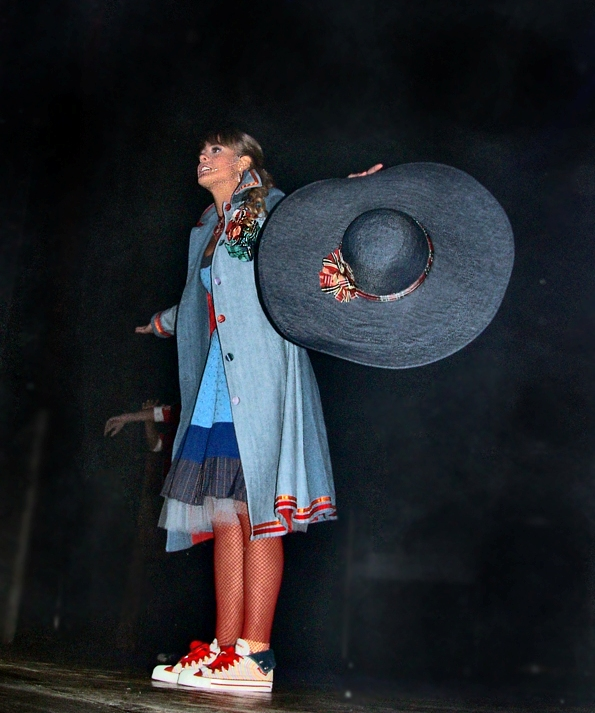
Juliana Silveira in una scena di Floribella.

Maria Flor Miranda (Juliana Silveira) è una ragazza orfana che lavora in un negozio di alimentari e trascorre il suo tempo libero cantando insieme alla sua band. Dopo che la cantante del gruppo musicale lascia il gruppo, Flor ne diventa la leader. La band viene invitata ad una festa dei fratelli Fritzenwalden e qui Flor incontra per la prima volta Friedereich Fritzenwalden (Roger Gobeth), il maggiore di essi: questi fa da tutore ai suoi fratelli in quanto i loro genitori sono morti. La festa in questione non è però stata organizzata da Friedereich, appena rientrato dalla Germania, Paese in cui lavora.
Dopo un po' Flor diventa la baby-sitter di casa Fritzenwalden. Flor si innamora di Friedereich, che è però fidanzato con la perfida Delfina Torres Bettencourt (Maria Carolina Ribeiro), figlia di Malva (Suzy Rêgo). Friedereich ricambia l'amore per Flor: ma a causa di Delfina, che gli tende vari inganni, non riesce a lasciarla. Il giovane morirà in un incidente aereo.

### Seconda stagione
Flor conosce il giovane nobiluomo (Mário Frias), di cui si innamora. Pian piano scopre che in Maximo c'è l'anima di Friedereich, grazie anche a un video lasciato dallo stesso. Ancora una volta Delfina tenterà di ostacolare Flor. Maximo e Flor si sposano, diventando anche i genitori adottivi dei fratelli Fritzenwalden, mentre Delfina finirà in carcere.

## Prodotti
Dalla serie sono usciti alcuni album. Nel 2005 fu pubblicato l'album Floribella, riguardante la prima stagione. In seguito furono pubblicati gli album Floribella 2: É pra Você Meu Coração e Floribella: Remix + Karaokê. Dalla serie inoltre sono stati realizzati alcuni DVD e video musicali.
Gli album hanno ricevuto una certificazione di platino e oro. Anche i DVD, intitolati Floribella - Ao Vivo (Cante, Dance, Sonhe), Floribella - O Musical (tratto dal tour eseguito in Brasile) e Box Dvd Floribella - 1ª Temporada, hanno venduto in totale più di 300 000 copie. In totale sono stati venduti più di 1.3 milioni di prodotti, tra dischi, abbigliamento, bambole e figurine.